# Waterboarding

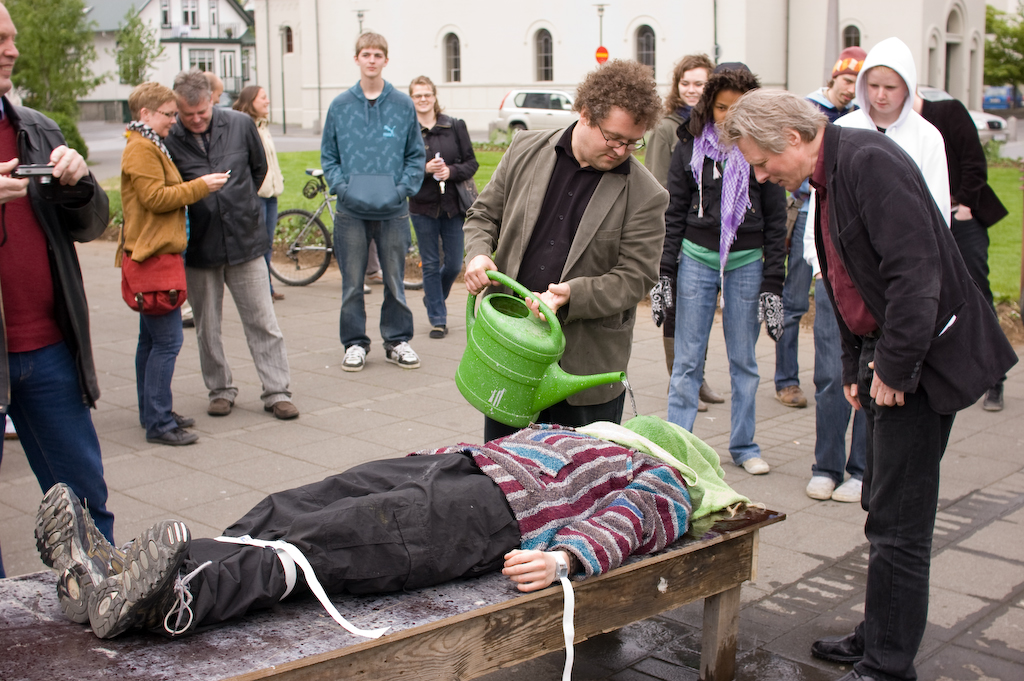
Ilustrace waterboardingu při demonstraci proti této technice výslechu

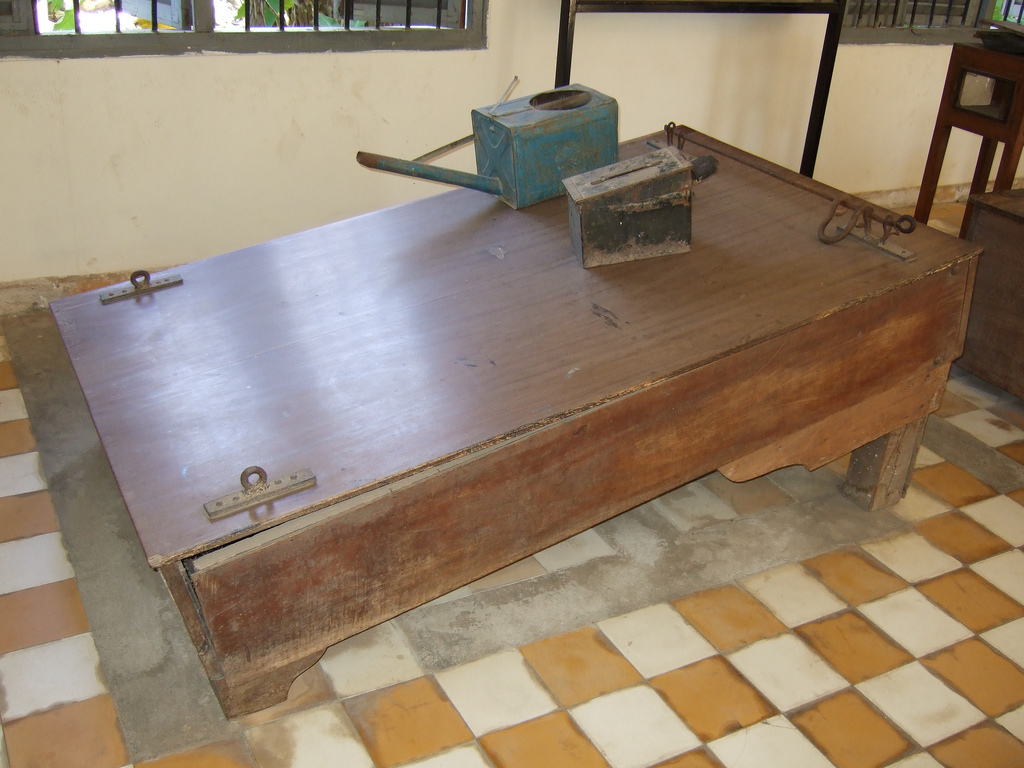
Lavice na waterboarding používaná Rudými Khmery. Mučený na ní leží hlavou dolů.

Waterboarding je technika mučení používaná k vynucení přiznání nebo informací. Technika způsobuje nesnesitelný pocit topení a nemožnosti dýchat. Při waterboardingu je osoba přivázána ke stolu nebo dřevěné desce. Tazatel má pomocníka, jehož úkolem je lít vodu přes ručník či celofán na nos a ústa oběti, což ztěžuje dýchání a navozuje pocit topení se (utopení však není záměr vykonavatelů).

## Užití
Používala se již během španělské inkvizice (14. století), od roku 2009 je organizací Amnesty International označena oficiálně za druh mučení. Mezi časté nástroje mučení jej používali také nacionalistická skupina Rudí Khmerové v Kambodži.
Metoda waterboardingu byla používána na americké základně Guantanamo při výsleších teroristů a její používání je považováno za kontroverzní. V prosinci 2009 přinesl britský deník The Guardian informace o tom, že v 70. letech 20. století tuto metodu používala též britská armáda. Použití waterboardingu v americké armádě navrhl Donald Rumsfeld a Condoleezza Riceová a podepsal je tehdejší prezident George W. Bush. Sarah Palinová to považuje za křest teroristů. Bývalý viceprezident USA Dick Cheney ji nazval „přínosným zdrojem informací“, Joseph McCarthy, ředitel Protiteroristického centra a bývalý žalobce v USA, zastával názor, že waterboarding nemusí do definice mučení spadat. Mezi současné podporovatele se řadí i dvakrát zvolený prezident Spojených států, Donald J. Trump.